# Elice (Italia)
Elice (da ilex, ilicis: "elce", "leccio", riferimento ai lecci che un tempo rivestivano le colline della zona) è un comune italiano di 1 633 abitanti della provincia di Pescara in Abruzzo.

## Geografia fisica
La superficie comunale, situata a nord della provincia di Pescara, confina con i comuni di Città Sant'Angelo, Collecorvino, Picciano, Penne e con due comuni della provincia di Teramo, Castilenti ed Atri.
Il paese si trova su di una sommità lungo la valle del Fino, nell'area Vestina.

## Storia
Elice è attestata nelle fonti sin dall'XI secolo. Nel 1051 il monastero benedettino di S. Maria di Picciano aveva, per donazione di Bernardo di Penne, figlio di Bernardo, una cella detta di S. Martino "nel castello dell'Ilice soggetto". Nel 1059 i fratelli longobardi Tezzone ed Adelberto figli di Berteramo donano la "pertinenza dell'Ailice" al Monastero di Santa Maria di Picciano. Il 10 luglio 1084, nel castello di Loreto, il conte normanno Guglielmo Tassone donò il castello di Elice, con uomini, terreni, edifici e pertinenze, all'abbazia di San Giovanni in Venere. Il castello, che nel 1168 aveva 264 abitanti, quale possesso dell'abbazia di San Giovanni, era tenuto dal milite Guillelmo di Camarda; venne confermato il 16 giugno 1176 dal Papa e il 1º marzo 1195 dall'imperatore Enrico VI.
Nel 1279 era feudatario di Elice Govitosa di Raiano. Nel 1284 erano signori del Castello Bertoldo e Pietro Stefano di Roma che, in tale anno, concessero all'Università di Elice di tenere il mercato tutti i lunedì purché non fosse di pregiudizio ai vicini e di dispendio allo stato.
Nel marzo del 1292 gli atriani, con milizie francesi condotte da Matteo di Plexiac, assalirono contemporaneamente Elice e Cellino. Nel 1316 Elice era posseduta da Ingardo di Rillana che aveva anche la terza parte di Cellino. Nel 1388 era feudo di Antonio Brunforte che l'aveva ricevuto con l'assenso di Carlo III di Durazzo.
A Penne pervenne per acquisto fatto dalla Città nel 1417 o 1418. Finita nelle mani di Giosia Acquaviva, il 31 ottobre 1438 la regina Giovanna II ordinò che fosse restituita alla Città di Penne che l'aveva acquistata da Petruzio de Rigerano.
Nel 1461 il re Ferrante I d'Aragona concesse ai fratelli Baldassarre, Melchiorre, Gaspare ed Agamennone Castiglione, e ai loro eredi e successori, in perpetuum, il mero e misto impero e giurisdizione criminale nei loro feudi di Elice, Vestea e Castiglione.
I Castiglione tennero in feudo Elice sino al 1806, quando furono emanate le leggi eversive della feudalità.
Anticamente esisteva in Elice una rinomata conceria di pelli, fondata nel 1819 da Tommasantonio Impacciatore, che estendeva il suo commercio sino alla Dalmazia. Successivamente Pietro Baroni, che fu sindaco di Elice sino al 1893, anno della sua morte, impiantò nei locali del castello una fabbrica di terrecotte e di ceramiche.

## Monumenti e luoghi d'interesse
- Chiesa medievale di San Martino: costruita prima del XII secolo, è citata in un documento del 1109 con cui il conte normanno Guglielmo di Tassone fece una permuta di beni con il monastero di Santa Maria di Picciano, donandogli la chiesa di San Panfilo di Spoltore e ricevendone in cambio il monastero di San Martino "nel castello dell'Ilice"[10]; rimaneggiata nel XVIII secolo.
- Castello Comunale: monumento principale del borgo antico. Fu costruito nel Medioevo ma rimaneggiato nel settecento. È costituito da laterizio, con un ampio portale in stile barocco, cime le finestre. La pianta quadrata è tuttavia irregolare. All'interno contiene cantine d'epoca e una cappella che conduce alla chiesa parrocchiale. Le scalinate interne rientrano nella comune tipologia medievale, strette e con piccole feritoie tipiche dell’epoca. Nel castello di Elice viene segnalata la presenza di una cella intitolata a S. Martino, donata da Bernardo di Penne al monastero benedettino di S. Maria di Picciano (1051). Il conte Guglielmo Tassone donò il castello di Elice all’abbazia di San Giovanni in Venere (1084).
- Monumento ai caduti: realizzato dallo scalpellino Gennaro d'Alfonso, in ricordo dei caduti della prima guerra mondiale e della seconda guerra mondiale.

Immagini
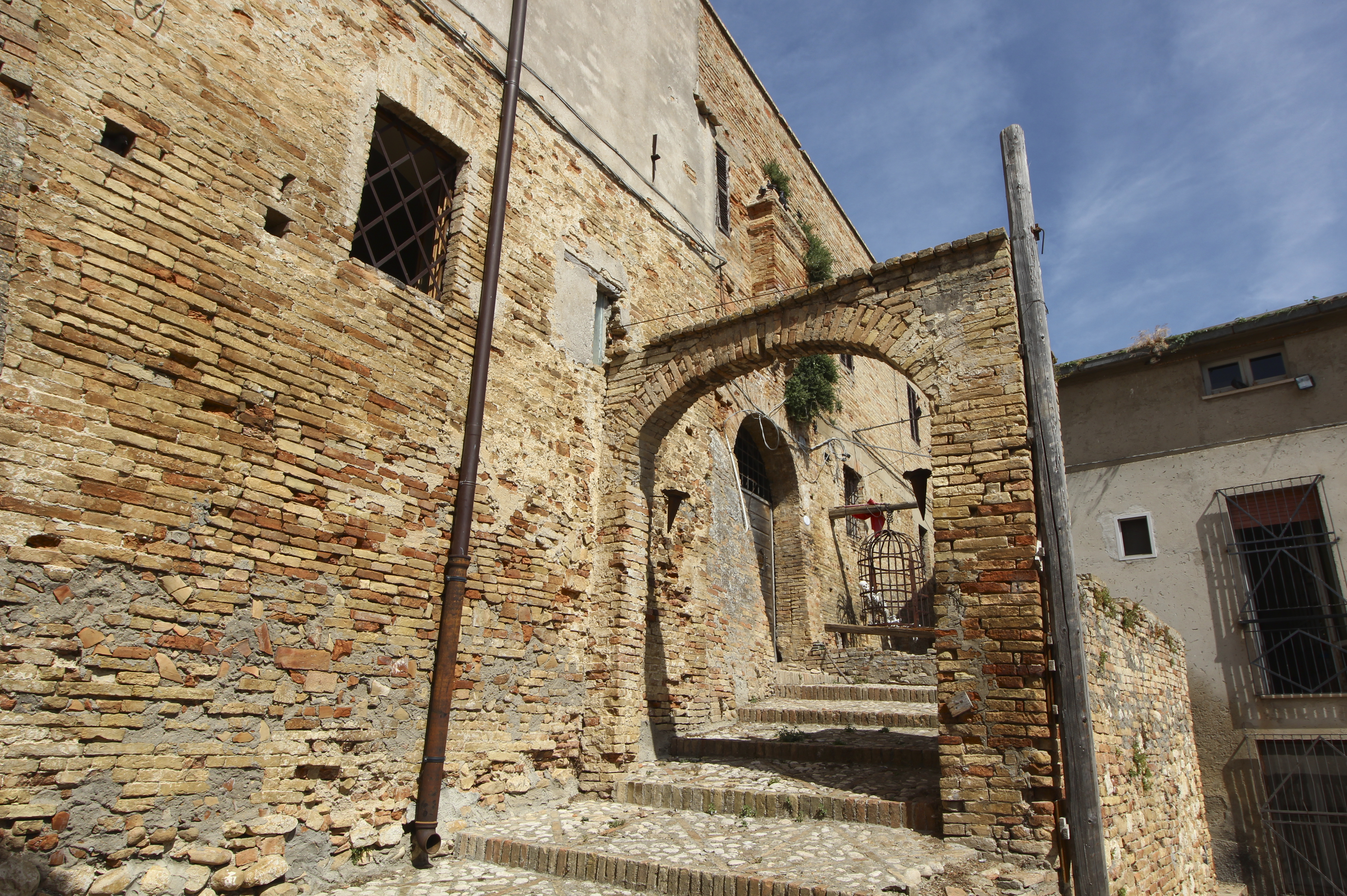
Ingresso al Castello
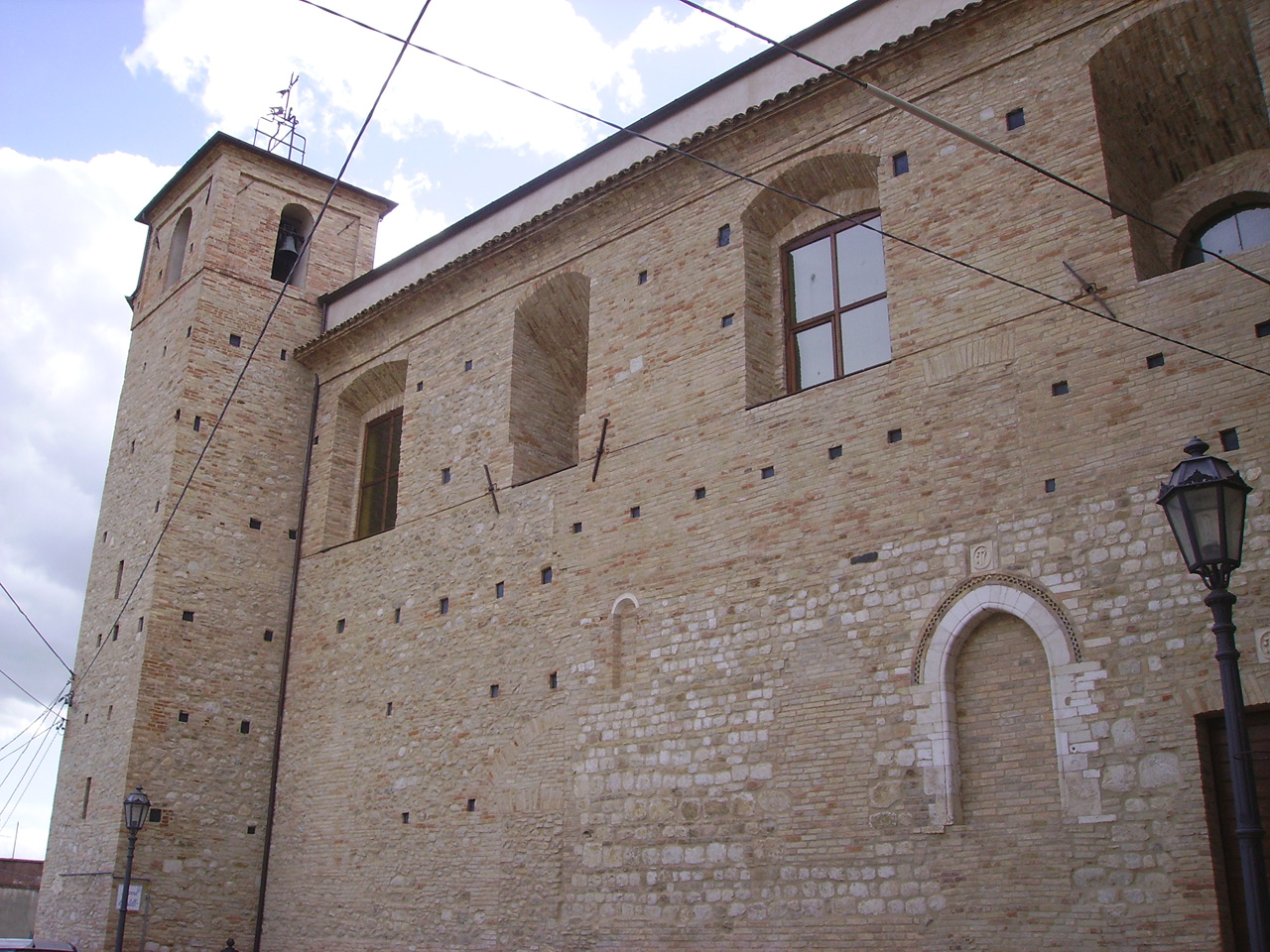
La chiesa di San Martino
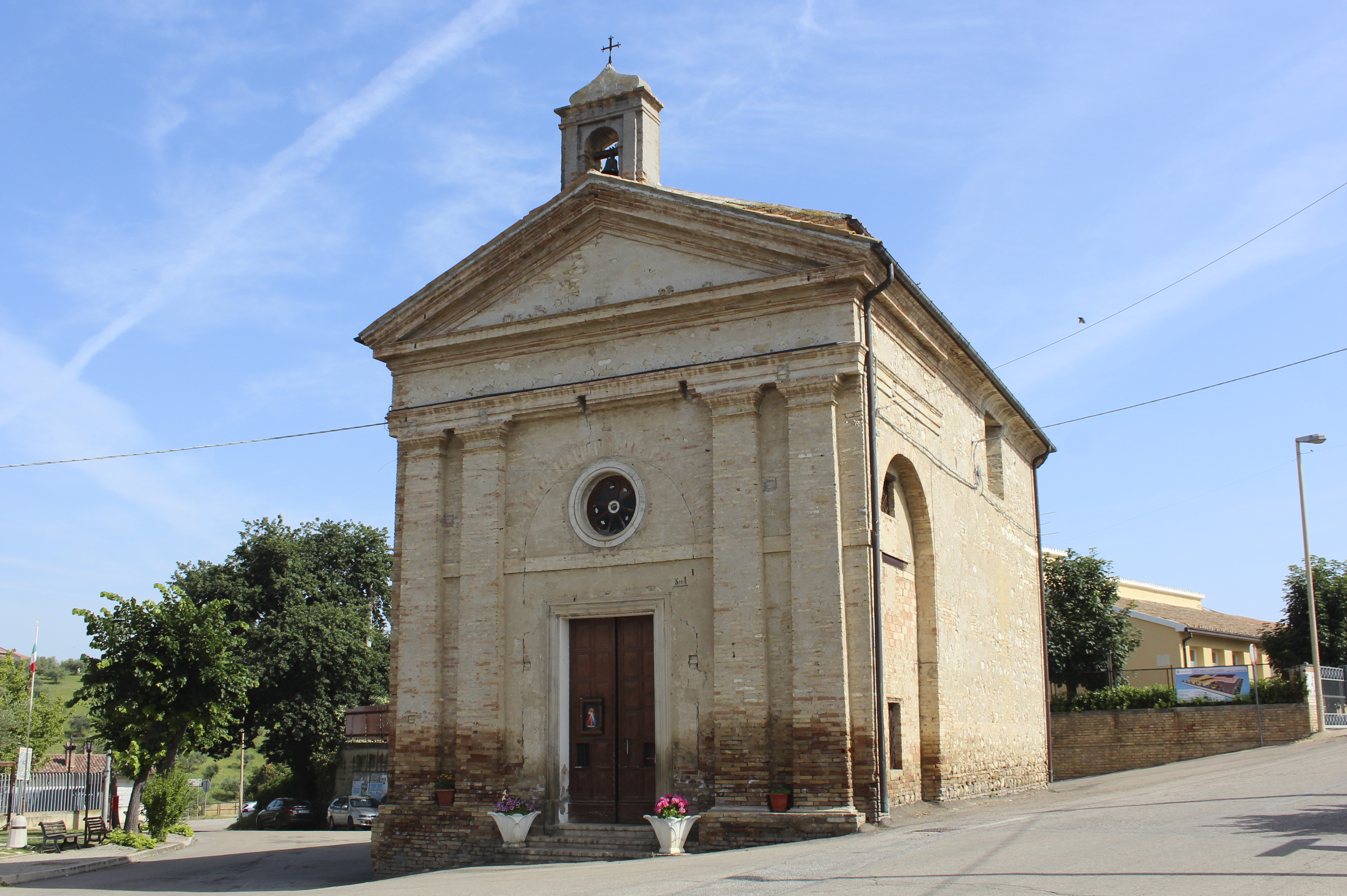
La chiesa di San Rocco

## Infrastrutture e trasporti
Attraversata dalla SP 1, Elice è servita dalle autolinee TUA.

## Società

### Evoluzione demografica
Abitanti censiti

## Amministrazione
| Periodo            | Periodo       | Primo cittadino     | Carica                  |
| ------------------ | ------------- | ------------------- | ----------------------- |
| ------------------ | maggio 1960   | Berardino De Massis | Sindaco                 |
| ------------------ | maggio 1960   | Alberto De Collibus | Sindaco                 |
| maggio 1960        | maggio 1965   | Giulio Palumbi      | Sindaco                 |
| maggio 1965        | maggio 1970   | Alberto De Collibus | Sindaco                 |
| maggio 1970        | maggio 1975   | Giulio Palumbi      | Sindaco                 |
| maggio 1975        | maggio 1980   | Giulio Palumbi      | Sindaco                 |
| maggio 1980        | maggio 1985   | Giulio Palumbi      | Sindaco                 |
| maggio 1985        | ottobre 1987  | Domenico Leone      | Sindaco                 |
| ottobre 1987       | maggio 1990   | Lucio Sciascia      | Sindaco                 |
| maggio 1990        | febbraio 1991 | Giuseppe Tafuri     | Sindaco                 |
| febbraio 1991      | marzo 1991    | Luigi Iannucci      | Commissario prefettizio |
| marzo 1991         | luglio 1991   | Giuseppe Tafuri     | Sindaco                 |
| luglio 1991        | dicembre 1991 | Luigi Iannucci      | Commissario prefettizio |
| dicembre 1991      | novembre 1996 | Giuseppe Tafuri     | Sindaco                 |

| Periodo          | Periodo        | Primo cittadino        | Partito                                                              | Carica                  | Note          |
| ---------------- | -------------- | ---------------------- | -------------------------------------------------------------------- | ----------------------- | ------------- |
| 17 novembre 1996 | 29 maggio 2004 | Maria Concetta Vanni   | Lista civica di sinistra (1996-2001) Lista civica (2001-2004)        | Sindaco                 | [ 13 ] [ 14 ] |
| 30 maggio 2004   | 3 aprile 2005  | Daniela Di Baldassarre |                                                                      | Commissario prefettizio | [ 15 ]        |
| 4 aprile 2005    | 29 marzo 2010  | Giuseppe Tafuri        | Lista civica Tricolore                                               | Sindaco                 | [ 16 ]        |
| 30 marzo 2010    | in carica      | Gianfranco De Massis   | Lista civica di centro-destra Capacità e onestà - Gianfranco sindaco | Sindaco                 | [ 1 ] [ 17 ]  |